# Złoto i biel
Złoto i biel – czwarty album studyjny polskiego rapera Kizo. Wydawnictwo ukazało się 25 października 2019 roku, nakładem wytwórni muzycznej Soul Records.
Album dotarł do czwartego miejsca listy sprzedaży OLiS.

## Lista utworów
Opracowano na podstawie materiału źródłowego.
1. „Złoto i biel”
2. „Fchuy”
3. „Nam się udało” (gościnnie: Joda)
4. „Korytarze”
5. „Nigdy nuda” (gościnnie: Qry)
6. „Rajaner” (gościnnie: Mr. Polska, Tymek)
7. „Niebieski Bentley” (gościnnie: Taco Hemingway)
8. „Miasto 24h”
9. „Tryb komfort”(gościnnie: Major SPZ)
10. „Paulo Notoelo” (gościnnie: Sapi Tha King)
11. „Toskania” (gościnnie: Qry)